# مونيكا سادكوفسكا
مونيكا سادكوفسكا هي ناشطة مناخية وخبيرة ثقافية وممثلة بولندية. وهي أيضًا منسقة لأمانة منتدى رؤساء البلديات من أجل الانتقال العادل وهو مشروع من الصندوق العالمي للطبيعة في بولندا ومنظمة مشاركة في معسكر المناخ في شفيتسنو [الإنجليزية]
.

## الخلفية والتعليم
تقيم سادكوفسكا في وارسو. حصلت على درجة البكالوريوس كمديرة ثقافية من كلية إدارة الأعمال الرئيسية في وارسو [الإنجليزية]
 وحصلت على درجة الماجستير في الدراسات الثقافية من معهد الثقافة البولندية في جامعة وارسو.

## نشاطها
بدأت نشاطها بمعرفتها الاتفاقية الاقتصادية التجارية الشاملة مع الشراكة التجارية والاستثمارية العابرة للأطلسي وتأثرت بكتاب «الجغرافيا السياسية للجوع» لجيان زيغلر.
كانت منظمة مشاركة في معسكر المناخ الأول في بولندا والذي حدث في يوليو 2018 في شفيتسنو. وقد انضم إلى هذا الحدث حوالي 400 مشارك. كما أنشأت جوقة المناخ مع ألكساندرا جريكا في 2020. تنظم جوقة المناخ حفلًا موسيقيًا في 18 سبتمبر 2020.

## حياتها المهنية
كانت سادكوفسكا مطربة في فرقة زفيواك [الإنجليزية]
 من 2008 إلى 2011 قبل أن تصبح ناشطة. عندما حلت محل إيزابيلا بيرا في 2008 عندما كانت في إجازة أمومة. وهي تعمل حاليًا في الصندوق العالمي للطبيعة في بولندا كمنسقة لأمانة منتدى رؤساء البلديات من أجل الانتقال العادل. وهو منتدى يتبادل فيه رؤساء البلديات المعلومات والخبرات حول مشروع مدينتهم للتخلي عن الفحم كمصدر للطاقة.

## وصلات خارجية
- مونيكا سادكوفسكا - على تويتر